# 摂津電気自動車
摂津電気自動車（せっつでんきじどうしゃ）は、昭和初期に阪神電気鉄道が無軌道自動車線（トロリーバス）の敷設を目的に設立した会社の名称である。

## 概要
もともと、甲陽園のある地域は1920年に神戸線を開業した阪神急行電鉄（現在の阪急電鉄。法人としては現在の阪急阪神ホールディングス）のテリトリーであったが、阪神電気鉄道がそれに切り込むべく計画したのが、この摂津電気自動車であったといわれる。1923年8月に摂津電気自動車株式会社を設立し、1925年1月に摂津電気軌道株式会社に改称した。阪神電気鉄道は資本金30万円の半額を引き受けることになっていた。
計画区間は香櫨園駅を起点に苦楽園までであり、苦楽園を開発していた西宮土地株式会社の代表の前田房之助も役員に就いている。1922年に免許を申請し、1924年2月12日無軌条電気自動車免許を兵庫県知事より取得したが、軌間1435mmの電気軌道に変更し1924年12月25日に軌道特許状が下付された
。当時の新聞記事によると車両はアメリカ製22人乗り自動車4台を用意し所要時間10分としていた。
しかし、阪神急行電鉄としてはこのような動きは容認できるはずもなく、急遽対策として、1922年12月に神戸線夙川駅から分岐して甲陽園駅に至るまでの甲陽線軌道敷設免許を申請、1924年に開業させた。
だが、摂津電気自動車の計画の方は進展することなく、1924年2月18日に輸送力等の観点からトロリーバスから電気軌道に方針を転換し、12月25日に軌道新設の特許を得た。これを受け、同社は1925年1月28日に摂津電気軌道に改称。1929年には乗合バス事業（西宝バス）に進出したが、肝心の電気軌道新設は進展せず乗合バス事業の業績も振るわず、1931年3月31日に乗合バス事業を阪神電気鉄道に譲渡。同年6月に同社は解散した。
その後、1950年には阪神電鉄バスにより、甲陽園一帯をラケット状に経由する路線バスの西宮山手線が開設されている。同線は2006年から阪神バスの運営となった。
また苦楽園への交通手段としては苦楽園自動車鉄道（動力瓦斯倫、1922年5月12日特許1923年11月22日失効）、苦楽園電気軌道（1925年7月17日出願1926年9月4日摂津電気軌道が特許を取得していたため却下）が計画されていた。